# Spekulace (burza)
Spekulace v kontextu obchodování na burze označuje konání, při kterém jsou akcie, měny, komodity, opce atd. nakupovány nikoliv s cílem dlouhodobého vykonávání vlastnických práv (jako je výplata dividend), ale s krátkodobým výhledem na růst jejich hodnoty a následný zisk při prodeji, nebo prodávány s krátkodobým výhledem na pokles jejich hodnoty a následnou zpětnou koupi za nižší cenu.
Vědecká analýza ukazuje, že spekulace a následování trendů způsobuje bublinu a krach na burze.